# Susan Sto Helit
Susan Sto Helit (también Sto-Helit) es un personaje ficticio que aparece en tres novelas de la saga Mundodisco de Terry Pratchett: Soul Music, Papá Puerco y Ladrón del Tiempo.
Susan es hija de Ysabell, la hija adoptiva de La Muerte; y Mortimer, alias Mort, quien fue brevemente aprendiz de La Muerte (en Mort). Al finalizar las aventuras de dicho libro, Ysabell y Mort dejan el Dominio de la Muerte y se convierten en Duque y Duquesa de Sto Helit. Susan es su única hija.
Su primera aparición se produce en Soul Music, como alumna del Colegio de Quirm para Jóvenes Damas, poco después de la muerte de sus padres (La Muerte no pudo salvarlos, solo garantizarles vida eterna en su Dominio, lo cual rehusaron). Luego de graduarse - y a pesar de ser técnicamente la actual Duquesa de Sto Helit - comienza su carrera como profesora, primero como institutriz (en Papá Puerco) y luego como profesora de escuela (en Ladrón del Tiempo)

## Características

### Apariencia física
Susan es alta y delgada; su cabello es del blanco más puro, salvo por un mechón negro. Aunque su estado natural es una masa ondulada con reminiscencias a un diente de león, este rearregla su propio estilo de acuerdo al estado de ánimo de Susan. Según se relata en Soul Music, las normas de la escuela exigían llevarlo recogido en dos trenzas, pero su pelo tenía una extraña tendencia a soltarse por sí solo y volver rápidamente a su forma preferida, como las serpientes de Medusa.
A pesar de su relativa juventud, proyecta una sensación de madurez y mayor edad. Tiene una marca de nacimiento en su mejilla que se muestra solo cuando se ruboriza al enojarse; tres tenues líneas muy pálidas que le cruzan la mejilla y le dan el aspecto de que acaban de abofetearla, heredadas de las líneas que fueron dejadas a su padre cuando la Muerte lo abofeteó en Mort.

### Personalidad
El rasgo más característico de su personalidad es ser razonable y rígidamente lógica, una cualidad cuidadosamente cultivada por sus padres como un intento de inhibir los atributos heredados de su abuelo (Tal medida ha sido descrita tan inteligente como el creer que si a alguien no se le enseña a defenderse jamás será asaltado). Inicialmente, esto se manifiesta como una negativa a admitir que la parte sobrenatural del mundo (más allá de la magia básica) incluso exista. Esto no es sorprendente, teniendo en cuenta el hecho que sus padres le han informado a una edad muy temprana que no hay tales cosas como el Pato del Pastel del Alma, Papá Puerco o el Hada de los Dientes. Incluso se ha sugerido que sus padres eligieron su nombre específicamente por sus connotaciones razonables y convencionales. Esta educación ha inculcado en ella una cierta falta de romanticismo; su personal evaluación de Un poema sobre narcisos consistió en Al parecer, al poeta le han gustado mucho. Más tarde, sin embargo, acepta que es parte del mismo mundo que Papá Puerco y el Hada de los Dientes, solo que ella desearía no serlo.
Se puede confiar en ella para mantener su cabeza fría en una crisis, algo que tiende a ver como una falla de temperamento. Susan es una persona que maneja el control de sus emociones al extremo, en su más tierna infancia solía pasar los fines de semana en el mundo de su abuelo, jugando con él, pero con el tiempo sus padres creyeron que era una mala influencia por lo que prohibieron a su abuelo seguir viéndola, a partir de este punto se le educó de forma racional de forma que incluso olvidó a Muerte y al fallecer sus padres no mostró alguna reacción al respecto; años después, tras reencontrarse con su abuelo, se permitiría llorar por primera vez.
Tras aceptar que posee parte de la esencia de la muerte ve esto como un suplicio, ya que se niega a abandonar los parámetros humanos bajo los que siempre se ha definido y por ello habilidades como la capacidad de trascender el tiempo y el espacio o simplemente no poder mantener un peinado le parecen defectos y errores que posee y, que cree, la alejan de otras personas.
Susan parece tener una preferencia por el color negro; en la mayor parte de su infancia los dibujos los realizó en este color. Esta fijación no es tan extrema como la que su madre poseía con el color rosa, y puede de hecho ser una de las características heredadas de la Muerte, la cual hizo la mayoría de las decoraciones de su Dominio en negro. Sin embargo, si bien al comienzo decía no poseer un gusto notorio por los dulces, sí posee una intensa fijación con el chocolate, pero más refinada que la de su madre.
Otro aspecto de su personalidad que puede derivar de su relación con la Muerte es el hecho de que, según admite, no es muy musical (su abuelo también posee una clara falta de talento en el campo de la música, haciendo varios intentos fallidos de aprender a tocar el violín y el banjo). 
Con el progreso de la novelas, Susan demuestra ser bastante buena en el manejo de niños pequeños, una habilidad que se atribuye a su naturaleza sensata y práctica. Esto se refleja en su nuevo enfoque a los problemas de los niños. Cuando un niño se queja de un monstruo en el armario o bajo la cama, la mayoría de los padres explican cuidadosamente al niño que no existe un monstruo. Ella, por el contrario, simplemente provee a los niños de un arma adecuada para atacar al monstruo, o va y lo hace por sí misma. Susan ha manifestado su cariño con los niños, lo que significa que aunque la idea de tener hijos no le atrae, disfruta pasando el tiempo con los de otras personas.
Como maestra de escuela es lo suficientemente exitosa como para que los padres reclamen tener a su hijo incluido en su clase. Su enfoque a la historia y la geografía, a menudo temas que los niños encuentran más bien aburridos, han capturado su atención en clase. La ocasional necesidad de eliminar de sus hijos las manchas de sangre seca o lodo de los pantanos está más que compensada para los padres, debido a la amplia educación que reciben -la descripción de un niño de una de las clásicas batallas de Ankh-Morpork a largo la historia, por ejemplo, podría ser lo suficientemente clara y detallada para hacer que los padres piensen que la descripción no se hubiera podido mejorar si el niño habría visto en realidad la batalla de primera mano.
La relación entre Susan y Mary Poppins está explícitamente mencionada en Papá Puerco, cuando Susan afirma que "Había jurado que si efectivamente alguna vez se encontraba bailando sobre los tejados con los deshollinadores se golpearía hasta morir con su propio paraguas".

### Poderes y habilidades
A pesar de ser la nieta adoptiva de la Muerte, Susan ha heredado algunas de sus habilidades: puede atravesar las paredes, vivir fuera del tiempo y ser "un poco inmortal". Además de ser capaz de encontrar cualquier criatura, Susan puede sentir si una entidad es humana o no. Es capaz de interpretar las intenciones de la Muerte de la Ratas a pesar de que no puede directamente comprender su lengua, y posee asimismo la habilidad de usar La Voz de su abuelo para mandar o intimidar a otros. En Papá Puerco se puede ver que comparte la capacidad de las brujas, magos y niños de corta edad, de ver las cosas que son invisibles para la mayoría de las personas, como los monstruos y el Hada de los Dientes.
Susan ha heredado de su abuelo, además, su memoria perfecta, que incluye la capacidad para "recordar el futuro" y un conocimiento instintivo de la naturaleza de la labor de la Muerte. Esto último le da una ayuda considerable durante su breve período haciendo la tarea de su abuelo en Soul Music. Con el fin de evitar la locura, su mente reprime gran parte de los conocimientos proporcionados por su memoria, aunque partes de esta de vez en cuando filtran a su consciencia; puede manifestarse como premoniciones o una visión intuitiva de los próximos eventos. En Papá Puerco, afirma que la naturaleza fragmentada de esta cualidad hace que el poder sea en gran parte inútil.
Al igual que la Muerte, Susan puede hacerse a sí misma invisible para los seres humanos si así lo decide, aunque algunas personas, como Albert o Mustrum Ridcully, que están acostumbrados a ese tipo de cosas, todavía son capaces de verla si se concentran. En sus épocas en el Colegio de Quirm, inconscientemente utilizó este poder para evitar las preguntas en materias en las que no tenía ningún interés, tales como Literatura e Historia. Desafortunadamente, esto causó que las profesoras creyeran que Susan no asistía a sus clases, lo cual se informó a la Directora en varias ocasiones. Sin embargo, esto no planteaba un gran problema, pues ella sin saberlo utilizaba su poder para borrar de la memoria de la Directora su supuesta falta.
Debido en parte a su educación en la escuela, Susan posee diversas habilidades prácticas, algunas de las cuales contribuyen a su éxito como maestra: se destaca en los ámbitos de Matemáticas y Lógica (enorgulleciéndose de su capacidad de calcular mentalmente la raíz cuadrada de 27,4), es multilingüe, y tiene un gran conocimiento de la cultura del Mundodisco. También es una nadadora competente, dominando cuatro estilos de natación y varias técnicas de salvamento.

## Rol
Susan es una de las principales protagonistas de la serie Mundodisco; es un personaje principal en Soul Music, Papá Puerco y Ladrón del Tiempo. Como la nieta de la Muerte, se ve forzada con frecuencia (y de mala gana) a abandonar su vida "normal" para dar batalla con diversas fuerzas sobrenaturales malignas, o reemplazar a su abuelo en el trabajo en su ausencia. La Muerte tiende a delegar en ella los conflictos contra los Auditores de la realidad, especialmente en situaciones donde no tiene poder o influencia. 
En Soul Music, Susan se encuentra estudiando en el Colegio de Quirm. Cuando La Muerte se toma unas vacaciones de su trabajo en un intento de olvidar sus recuerdos más preocupantes, una vacante se crea en el puesto, y Susan es "succionada", como dice Albert, lo que la obligó a asumir temporalmente la función. En un primer momento, desea utilizar su poder para ayudar a la humanidad, pero con el progreso del libro comprende que es impotente para intervenir, y descubre la inevitabilidad de la muerte y el destino. Para su gran alivio, se libera de esta posición tras el regreso de su abuelo, quien rompe las normas para salvar a la estrella de rock Imp Y Celyn y su banda. 
En Papá Puerco, los Auditores emplean a Teatime, un Asesino que intenta destruir a Papá Puerco controlando a los niños usando los dientes encontrados en el castillo del Hada de los Dientes. La Muerte no puede entrar en el castillo, ya que se construye a partir de la imaginación de los niños, los cuales no tienen concepto de la muerte; por tanto, envía a Susan en su lugar. Después desbaratar ese plan, Susan salva a Papá Puerco de ser destruido por un grupo de Auditores que han adoptado la forma de lobos. Más tarde mata a Teatime, atravesándolo con el atizador que utiliza para amenazar a los monstruos. 
En Ladrón del Tiempo Susan se ve una vez más en conflicto con los Auditores, que ahora están tratando de detener el tiempo, para que puedan ponerse al día con el papeleo. Ella se ve obligada a encontrar el hijo del Tiempo, al que la Muerte no puede influir o incluso ver, porque al ser solo mayormente humano el muchacho no está sujeto a la muerte. Susan recibe ayuda en su misión de parte de Lu-Tze y Myria LeJean, una ex Auditor que se ha convertido en humano.

## Relaciones
En Arte de Mundodisco, Pratchett describe a Susan como bastante fría, y ella misma admite en Ladrón del Tiempo que le resulta difícil relacionarse con otros seres humanos a nivel personal porque la parte sobrenatural de su mente tiende a considerar a las criaturas mortales como un conjunto temporal de átomos que no será tal en una pocas décadas. Aún no ha demostrado mucho cariño por los demás, aunque su relación con su abuelo mejora en el transcurso de la serie. 
Aunque estuvo interesada en el roquero Imp y Celyn (Soul Music), en Ladrón del Tiempo se la relaciona con Lobsang Ludd, la nueva personificación antropomórfica del Tiempo. Myria (más tarde conocida como Unidad) claramente pone en tela de juicio si tiene o no intenciones románticas por el muchacho, a la que Susan responde con la actitud defensiva que normalmente se reserva para su afición por los chocolates.

## Apariciones en otros medios
En la versión animada de Soul Music realizada por Cosgrove Hall en 1997, Debra Gillett fue la voz de Susan. 
En la adaptación con actores de Papá Puerco, producida por Sky One en 2006, el personaje fue interpretado por Michelle Dockery.